# Грицак Василь Сергійович
Васи́ль Сергі́йович Грица́к (нар. 14 січня 1967, c. Буща Дубенського району Рівненської області) — український військовий, генерал армії України, герой України (2019), чотирнадцятий голова СБУ. Засновник та голова Наглядової ради Українського центру аналітики та безпеки (УЦАБ). Голова Служби безпеки України (2015—2019). Член РНБО (2015—2019).

## Життєпис
Народився 14 січня 1967 році в селі Буща Дубенського району на Рівненщині.
Закінчив Смизьку ЗОШ I—III ступенів 1984 року.
У 1992 році закінчив Луцький педагогічний інститут ім. Лесі Українки за спеціальністю «історія». У 1993 та 1997 роках — завершив курси в Інституті підготовки кадрів СБ України, у 1998 і 2006 роках — курси Національної академії СБУ.
Після проходження строкової служби в Збройних силах, з 1990 року продовжив військову службу в органах безпеки (сержант).
У 1991—1999 — служба на оперативних і керівних посадах у відділі захисту національної державності УСБ в Рівненській області.
У 1999—2000 — заступник начальника відділу Управління захисту національної державності Департаменту захисту національної державності і боротьби з тероризмом.
У 2000—2004 — начальник відділу Управління захисту національної державності Департаменту захисту національної державності і боротьби з тероризмом.
У 2004—2005 — заступник начальника Управління контррозвідувальних заходів по боротьбі з тероризмом Департаменту захисту національної державності і боротьби з тероризмом.
З 24 травня 2005 року по 28 грудня 2006 був начальником Київського обласного управління СБУ.
З 28 грудня 2006 по 11 квітня 2008 рр. — начальник Київського міського управління СБУ.
З 11 квітня 2008 по 4 червня 2009 рр. — начальник Головного управління СБУ у м. Києві та Київській області.
З 4 червня 2009 по 11 грудня 2009 рр. — заступник Голови СБУ — начальник Головного управління боротьби з корупцією та організованою злочинністю Служби безпеки України.
З 11 грудня 2009 по 12 березня 2010 рр. — перший заступник Голови СБУ — начальник Головного управління «К» по боротьбі з корупцією та організованою злочинністю Служби безпеки України.
У березні 2010 року був звільнений з керівних посад у СБУ без виключення зі списків особового складу.
З 7 липня 2014 року — перший заступник Голови СБУ.
З 7 липня 2014 року — керівник Антитерористичного центру СБУ.
За даними ЗМІ генерал-полковник Грицак, разом із офіцерами ЦСО «А» («Альфа») часто виходив на бойові завдання.

### Голова СБУ
18 червня 2015 року призначений тимчасово виконуючим обов'язки голови Служби безпеки України.
З 2 липня 2015 — Грицак був призначений Головою СБУ. Призначення підтримали 340 депутатів Верховної Ради. Указом Президента України № 410/2015 введено до персонального складу Ради національної безпеки та оборони України.
25 березня 2016 року присвоєно військове звання генерала армії України.
3 вересня 2017 року голова СБУ Грицак звернувся до керівника служби безпеки РФ Олександра Бортникова й звинуватив російську агентуру в організації терактів на території України, про це він сказав в ефірі телеканалу «Прямий». За словами Грицака, ФСБ перейшла всі можливі межі, порушила навіть ті правила, які діють під час війни. «Я до вас звертаюся як офіцер до офіцера. Навіть в умовах війни є правила, які не можна переходити співробітникам спеціальних служб. Ви перейшли всі можливі межі, які тільки можна перейти. І ви, і я знаємо, що до терактів на території України — і в Одесі, і в Харкові, і в Херсоні, і в інших містах — до організації цих терактів причетні працівники спецслужб», — сказав глава СБУ.
20 травня 2019 року Василь Грицак подав новообраному президенту Володимиру Зеленському рапорт про відставку. 27 грудня 2019 року Президент Зеленський звільнив Грицака з військової служби в запас СБУ.

## Операції
У грудні 1999 року внаслідок спільних оперативно-розшукових заходів здійснених співробітниками Служби безпеки України та правоохоронних органів Російської Федерації було затримано Сергія Іванченка, який був організатором теракту спрямованого проти кандидата в Президенти України Наталії Вітренко. Іванченка було особисто затримано Василем Грицаком.
22 липня 2009 року під керівництвом та за особистої участі Василя Грицака на Житомирщині було затримано та доставлено до Києва ексглаву Департаменту зовнішнього спостереження МВС України Олексія Пукача.
У квітні 2015 року Грицак як перший заступник голови СБУ та керівник антитерористичного центру СБУ керував масштабною спецоперацією в Одесі. Під його керівництвом в ніч з 8 на 9 квітня 2015 року було затримано групу диверсантів з 27-ми чоловік, які готували створення «Одеської народної республіки».
У 2016 році СБУ попередила серію терактів у Франції, які могли статися на чемпіонаті Європи по футболу «Євро-2016». Наталі Гуле, член Сенату Франції, на спільному брифінгу з Василем Грицаком 21 червня 2016 року в Києві подякувала особисто за вклад голови СБУ у недопущення терактів під час чемпіонату Європи з футболу.
Протягом 2016—2017 рр. підрозділи СБУ під керівництвом Грицака запобігли 22 терористичним актам та затримали 62 особи.
СБУ під керівництвом Грицака розслідувала діяльність ПВК «Вагнера». «Чим займалася група „Вагнера“ під час перебування її на Сході України? Це збиття Іл-76 з українськими десантниками на борту, штурм аеропорту Луганськ, штурм Дебальцевого та інших населених пунктів», — повідомив Василь Грицак.

## Заяви
У червні 2017 році Грицак заявив, що громадяни Російської Федерації мають відвідувати територію України лише за біометричними паспортами. У травні 2022 року Володимир Зеленський підтримав петицію про запровадження візового режиму з РФ, чому передувала заява Василя Грицака.
У тому ж місяці очільник СБУ запропонував ввести кримінальну відповідальність за російську пропаганду в ЗМІ.
22 липня 2017 року Василь Грицак на брифінгу СБУ вперше публічно використав іронічну фразу «Ихтамнет», чим ввів у широкий обіг цей неологізм. У вересні 2017 року Василь Грицак запропонував ввести кримінальну відповідальність за відвідування Російської Федерації.
У серпні 2017 року Грицак виступив за встановлення візового режиму з Росією.
16 вересня 2017 року під час виступу у Нью-Йорку на ювілейному засіданні Світового Конґресу Українців Грицак підкреслив роль діаспори в збереженні незалежності України заявивши, що "закордонне українство — це та потужна сила, що допомагає рідній землі в найскрутніші часи та прискорить спільну перемогу.

## Нагороди та відзнаки
- Звання Герой України з врученням ордена «Золота Зірка» (9 травня 2019) — за самовіддане служіння Українському народові, визначний особистий внесок у захист державного суверенітету та територіальної цілісності України[50]
- Орден князя Ярослава Мудрого V ст. (1 грудня 2016) — за значний особистий внесок у державне будівництво, соціально-економічний, науково-технічний, культурно-освітній розвиток Української держави, вагомі трудові досягнення, багаторічну сумлінну працю[51]
- Орден «За заслуги» І ст. (2009)
- Орден «За заслуги» ІІ ст. (20 серпня 2007) — за особливі заслуги у захисті державного суверенітету та територіальної цілісності України, охорону конституційних прав і свобод людини, мужність і самовідданість, виявлені під час виконання військового і службового обов'язку, та з нагоди 16-ї річниці незалежності України, за вагомий особистий внесок у зміцнення обороноздатності і безпеки Української держави, бездоганне виконання військового і службового обов'язку, високий професіоналізм[52]
- Орден «За заслуги» ІІІ ст. (18 березня 2002) — за значний особистий внесок у захист державних інтересів України, зразкове виконання військового та службового обов'язку, високий професіоналізм[53]
- Почесна грамота Кабінету Міністрів України[54]

## Особисте життя
- Дружина — Ольга, підприємець[55].
- Син — Грицак Олег Васильович — прокурор[56].

16 серпня 2018 року Юрій Луценко підвищив Олега Грицака до заступника прокурора Полтавської області. У жовтні того ж року повідомлялося, що Олег уникнув люстрації та відповідальності за переслідування активістів Євромайдану. У Міністерстві юстиції повідомили, що 2016 року зверталися у прокуратуру щодо люстраційної перевірки Олега Грицака, проте станом на 24.10.2018 відповіді не отримали.